# تاکایوکی فونایاما
تاکایوکی فونایاما (انگلیسی: Takayuki Funayama؛ زادهٔ ۶ مهٔ ۱۹۸۷) بازیکن فوتبال اهل ژاپن است.
از باشگاه‌هایی که در آن بازی کرده‌است می‌توان به باشگاه ورزشی توچیگی، باشگاه فوتبال ماتسوموتو یاماگا، باشگاه فوتبال کاوازاکی فرونتال، و باشگاه فوتبال جف یونایتد ایچیهارا چیبا اشاره کرد.